# 万代太鼓
万代太鼓（ばんだいだいこ）は、新潟市に伝わる創作和太鼓の郷土芸能である。主に複式複打法（組太鼓）のスタイルで演奏する。

## 歴史
1968年（昭和43年8月）、第14代新潟商工会議所会頭である和田閑吉の「新潟まつりに新たな和太鼓を取り入れたい」との意向により、石川県片山津太鼓をモデルに万代太鼓飛龍会を結成。1969年（昭和44年1月1日）、新潟万代太鼓飛龍会が正式に発足し、以来、万代太鼓の創始者である飛龍会会長小泉光司の指導のもと、職場、小学校、中学校、特別支援学校、幼稚園、地域など数多くの団体により受け継がれ新潟市の芸能として確立されている。団体数は23を数える。

新潟に昔から伝わる樽砧を取り入れているのが大きな特徴である。

## 関連項目

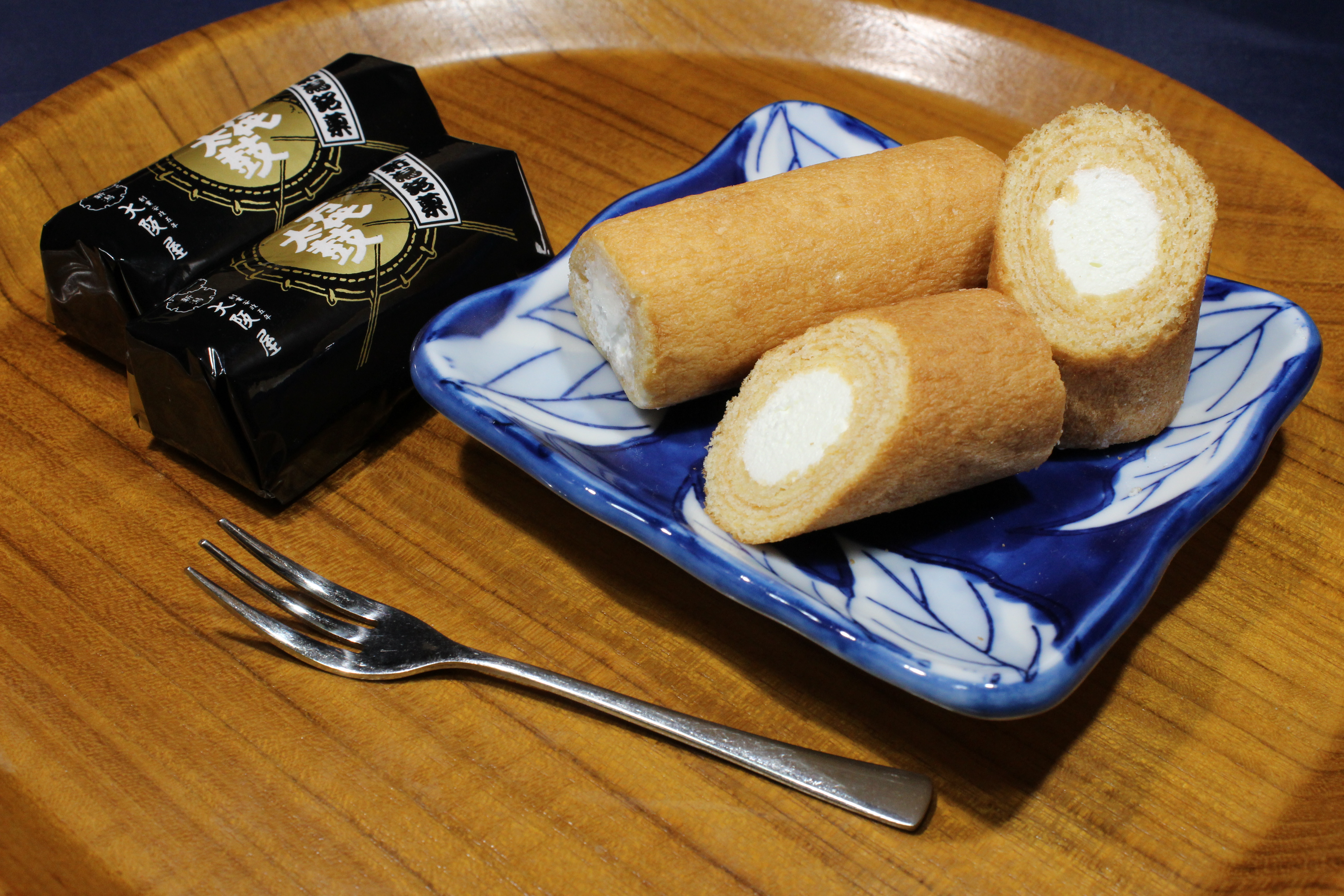
新潟銘菓「万代太鼓」